# Burg Markt
Die Burg Markt, auch Fuggerschloss genannt, liegt oberhalb der Ortschaft Markt, einem Ortsteil von Biberbach im schwäbischen Landkreis Augsburg.

## Geschichte
Das denkmalgeschützte Ensemble besteht aus der Hinteren (östlichen) Burg um den Bergfried und der Vorderen (westlichen) Burg mit dem Onoldsbacher Turm. Die Spornburg oberhalb der Schmutter am Rande des Lechtals stammt vermutlich aus dem 14. Jahrhundert und gehörte erst zentral zur Herrschaft der Rechberger, dann der Pappenheimer. Die Burg  wurde 1508 zusammen mit der Herrschaft Biberbach durch Jakob Fugger erworben und 1525 neu als Schloss errichtet. Davon erhalten sind der Bergfried, die Maueranlage und der Onoldsbacher Turm. Weiter zur Anlage gehören die katholische Schlosskapelle St. Johannes der Täufer aus den Jahren 1738 bis 1739 von Simon Rothmiller mit ehemaligem Kaplaneihaus und einige Gutshofgebäude aus dem 19. Jahrhundert.
Der westliche Teil wird als Reiterhof genutzt. Der Bergfried wurde 2013 renoviert. Der Bayerisch-Schwäbische Jakobusweg führt am Eingang der Burg vorbei nach Markt.
An der Zufahrt zur Burg liegt die im französischen Stil des 18. Jahrhunderts erbaute Villa Lillefors des Carl-Anton Fürst Fugger-de Polignac, der dort mehrere Themengärten angelegt hat.